# Enrique Múgica
Enrique Múgica Herzog (San Sebastián, 20 de febrero de 1932-Madrid, 11 de abril de 2020) fue un político y abogado español. Miembro del Partido Socialista Obrero Español, fue diputado en las Cortes y llegó a ocupar los cargos de ministro de Justicia y defensor del Pueblo.

## Biografía

### Orígenes y juventud
Nacido en San Sebastián el 20 de febrero de 1932, su padre era un violinista vasco que falleció durante la Guerra Civil y su madre era una francesa de origen judeopolaco. Estudió, al igual que su hermano Fernando, en el colegio católico marianista Santa María de San Sebastián. Se licenció en Derecho en la Universidad de Madrid, donde inició su actividad política participando en las revueltas contra de la dictadura franquista. Fue el impulsor del Congreso Universitario de Escritores Jóvenes, decisivo en los sucesos de febrero de 1956, y por esto fue encarcelado durante tres meses aquel mismo año. 
Fue militante clandestino del PCE durante diez años y por ello estuvo varias veces en prisión (cuatro meses y medio en 1959 y 22 meses entre 1962 y 1967). En su última estancia en la cárcel, en la que pasó tres años en total, abandonó el PCE e ingresó en el PSOE. Fue defensor de opositores en juicios celebrados en el Tribunal de Orden Público. En 1973, en el XII Congreso de UGT en el exilio, fue elegido Secretario de Organización, formando parte de su Ejecutiva hasta 1976.

### Carrera política
Se posicionó en el Congreso de Suresnes de 1974 como figura importante en la ascensión de Felipe González. Allí fue elegido secretario de Coordinación del PSOE.[cita requerida] Durante la Transición española representó al PSOE en la Platajunta, el organismo unitario de la oposición al régimen de Francisco Franco creado el 26 de marzo de 1976 e integrado por los partidos en la clandestinidad y por personalidades independientes. Múgica se encuentra entre los dirigentes del PSOE que acusaron a su coordinador general, Antonio García-Trevijano, de beneficiarse de la dictadura de Francisco Macías Nguema en Guinea Ecuatorial durante su proceso de descolonización. Fue incluido en la lista de partido del PSOE al Congreso de los Diputados por la circunscripción de Guipúzcoa en las elecciones generales de 1977. Tras esta primera elección, sería reelegido en este cargo en otras siete ocasiones consecutivas, hasta el año 2000. También sería nombrado presidente de la Comisión de Defensa y vicepresidente de la Comisión Constitucional.[cita requerida]
En vísperas del golpe de Estado del 23 de febrero de 1981, como presidente de la Comisión de Defensa estuvo en un almuerzo con varios comensales entre los que se encontraba el futuro general golpista Alfonso Armada. Hubo cierta polémica sobre dicho almuerzo, ya que algunos golpistas aludieron a que en ella se había comentado entre los políticos presentes que era necesario un golpe de timón. Múgica fue llamado a declarar por ello en el juicio contra los golpistas, negando tales acusaciones. Ricardo Pardo Zancada, comandante que actuó como enlace de Milans del Bosch en el fallido golpe de Estado, en su libro 23 F. La pieza que falta sitúa a Múgica en la lista de Gobierno a imponer que llevaba Alfonso Armada. 
En octubre de 2009, el político catalán Jordi Pujol reveló que Múgica se había puesto en contacto con él en el verano de 1980 para «preguntarme cómo veríamos que se forzase la dimisión del presidente del Gobierno y su sustitución por un militar de mentalidad democrática». Múgica desmintió varias veces las alegaciones de Pujol, achacándolas a la inquina de los nacionalistas catalanes a cuenta de que, como defensor del Pueblo, hubiese interpuesto un recurso de inconstitucionalidad contra el nuevo estatuto de autonomía de Cataluña. Pujol, sin embargo, reiteró sus afirmaciones. Alfonso Guerra, vicesecretario general del PSOE en el año del golpe de Estado, en sus memorias Dejando atrás los vientos (Espasa 2006) desmiente a Pujol y a otros políticos que, por una cuestión de venganza personal, pusieron en tela de juicio la honorabilidad de Múgica.
Tanto Enrique Múgica, judío, como su hermano Fernando, se destacaron siempre como firmes defensores del establecimiento de lazos de amistad entre España e Israel. La aportación de ambos fue decisiva para el establecimiento de relaciones diplomáticas entre España e Israel en 1986. El 11 de julio de 1987, el Consejo de Ministros aprobó el real decreto 1131/97 por el que Enrique Múgica era nombrado presidente de la Comisión de Investigación de las Transacciones de Oro procedentes de la Alemania nazi durante la Segunda Guerra Mundial.

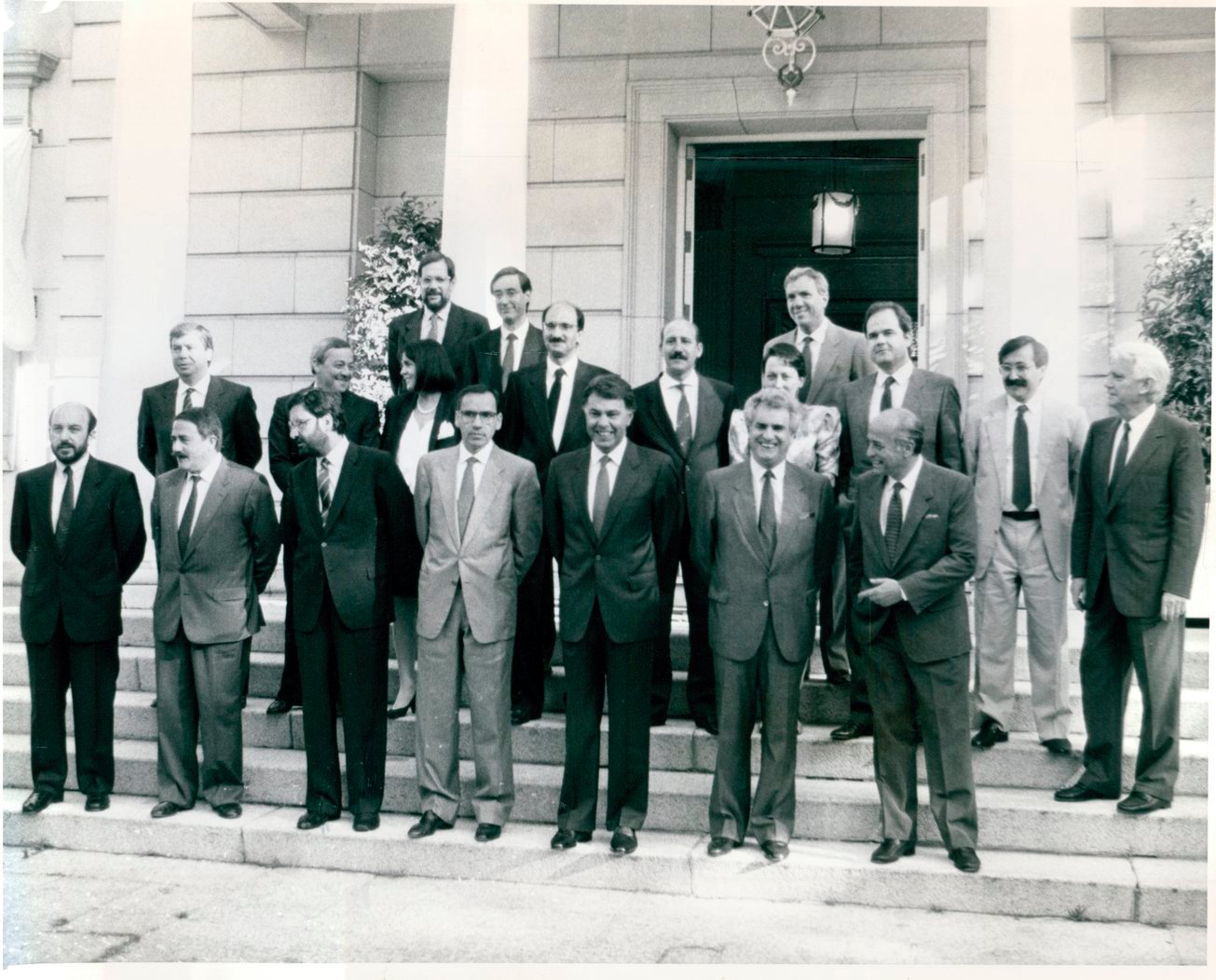
Fotografiado en 1988 junto con el resto del gabinete de Felipe González

En julio de 1988 fue designado ministro de Justicia en el gobierno que presidía Felipe González. Durante su mandato se aprobaron, entre otras leyes, la de Demarcación y Planta Judicial, la de Sociedades Anónimas y las reformas procesales y penales que dieron lugar a la creación de los juzgados de lo penal. En la lucha contra ETA, desde el ministerio de Justicia se impulsó una política de dispersión penitenciaria que se combinó, al mismo tiempo, con una política de reinserción. Durante aquellos años se procedió a un traslado de aquellos miembros del ala «dura» del colectivo de presos de ETA a prisiones de alta seguridad, mientras que a aquellos presos a los que se consideraba más «reinsertables» en la sociedad se los trasladó a centros con un régimen penitenciario menos estricto.
Fue, además, un claro defensor de las penas de prisión a los insumisos, acusándolos de «utilizar la objeción de conciencia para desestabilizar el Estado democrático y estar apoyados por los radicales y violentos», y les advirtió de que «todo el peso de la ley» caería sobre ellos. Múgica cesó como ministro de Justicia en julio de 1991. 

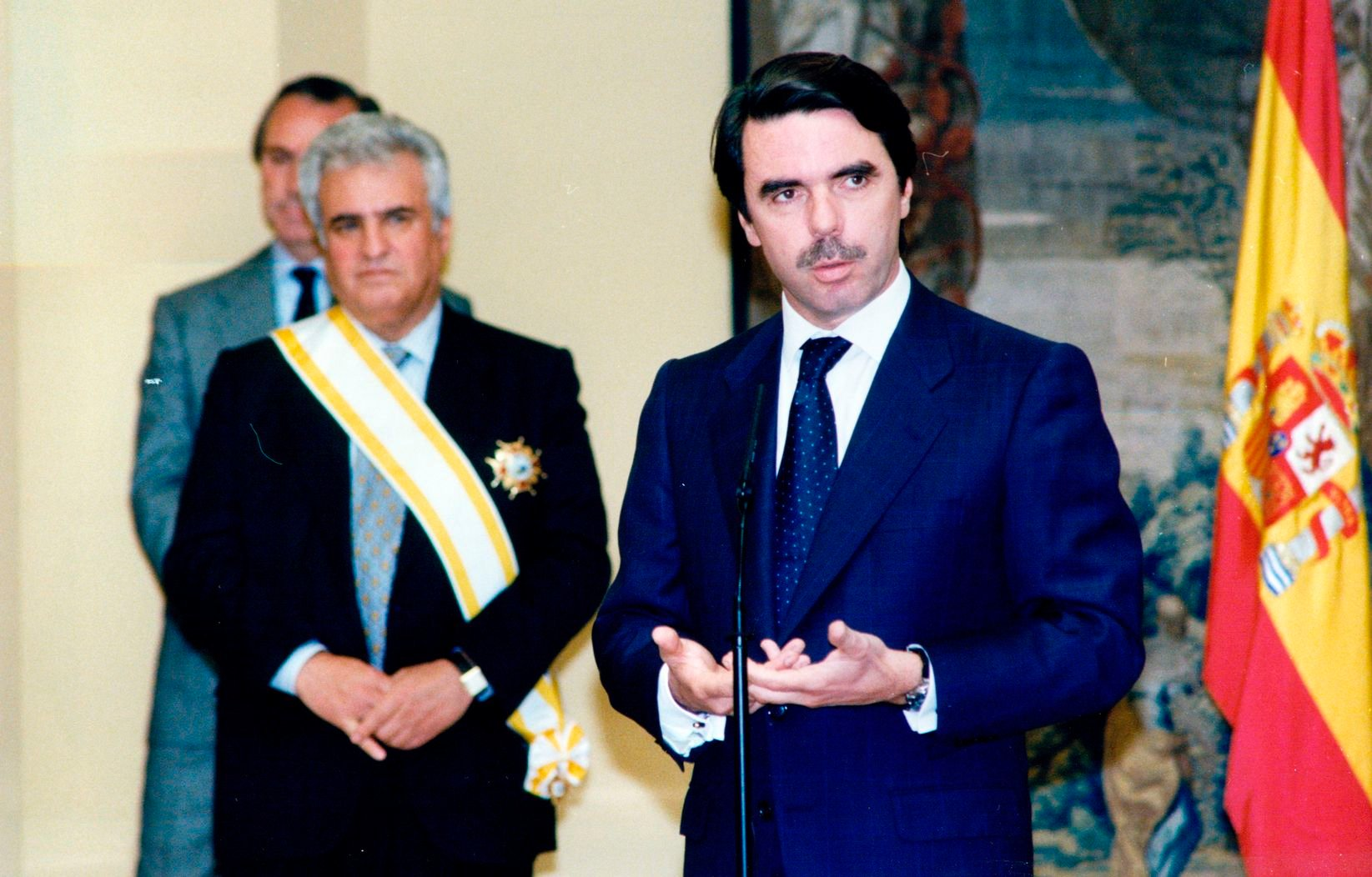
Condecorado con la Gran Cruz de Isabel la Católica en 1999

El asesinato por parte de ETA en febrero de 1996 de su hermano Fernando, retirado por entonces de la política activa, marcó un punto de inflexión notable en la trayectoria política de Enrique Múgica. A partir de ese momento, se destacó como uno de los políticos de su partido más críticos no solo con el terrorismo de ETA, sino también con el nacionalismo vasco. Llegó a acuñar el término de «euskonazis» para referirse a los nacionalistas vascos radicales. También es famoso su «que se pudran en la cárcel» refiriéndose a los presos de ETA.[cita requerida]
Unos meses después de ser elegido, por octava vez consecutiva, diputado al Congreso por la circunscripción electoral de Guipúzcoa en las elecciones generales de marzo de 2000, fue designado defensor del Pueblo por el gobierno del Partido Popular de José María Aznar. Su designación fue considerada como de consenso entre el partido gobernante y el principal partido de la oposición (PSOE). En 2010 cesó en el cargo, siendo sustituido de manera interina por María Luisa Cava de Llano y Carrió. Falleció en su casa a los ochenta y ocho años el 11 de abril de 2020 durante la pandemia de COVID-19.

## Polémicas como defensor del Pueblo
En 2004, defendió la construcción de la barrera israelí de Cisjordania por el Gobierno de Israel, arguyendo que era el terrorismo palestino el que "legitimaba la valla", lo que generó una gran controversia debido al cargo que ocupaba.
Asimismo, cabe destacar: su controversia con el movimiento antitaurino, su reprobación del Estatuto de autonomía de Cataluña (contra el que presentó un recurso de inconstitucionalidad), sus declaraciones contra la Ley de Memoria Histórica,[cita requerida] su negativa a recurrir la Ley de Extranjería del año 2000 (que luego el Tribunal Constitucional sí enmendaría)[cita requerida] o la oposición a los contactos entre el gobierno de José Luis Rodríguez Zapatero y ETA.[cita requerida]